# Mănăstirea capucină din Salzburg

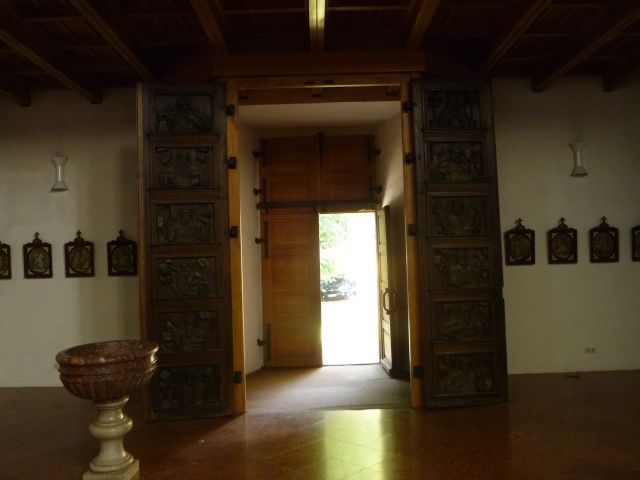
Uşa de stejar a mănăstirii

Mănăstirea capucină din Salzburg (în germană Kapuzinerkloster Salzburg) se află situată pe muntele Kapuzinerberg din Salzburg (Austria). 
Prințul-arhiepiscop Wolf Dietrich von Raitenau a răspuns la Reformă prin aducerea la Salzburg a două ordine ale călugărilor cerșetori: după franciscani, i-a adus în 1596 pe capucini. Viața simplă a capucinilor, care se apropia de spiritul evanghelic, trebuia să-i conducă pe oameni înapoi la Biserica Catolică. Ca și mănăstirea Nonnberg aflată deasupra orașului vechi (Altstadt), Mănăstirea Capucinilor domină Orașul nou (Neustadt).
Obiectivul Kapuzinerkloster und -kirche, hl. Bonaventura, Trompeterschlössl und Mauern se află pe lista monumentelor istorice din Austria, precum și printre obiectivele incluse în Centrul istoric al orașului Salzburg din Patrimoniul mondial UNESCO. 

## Istoria mănăstirii

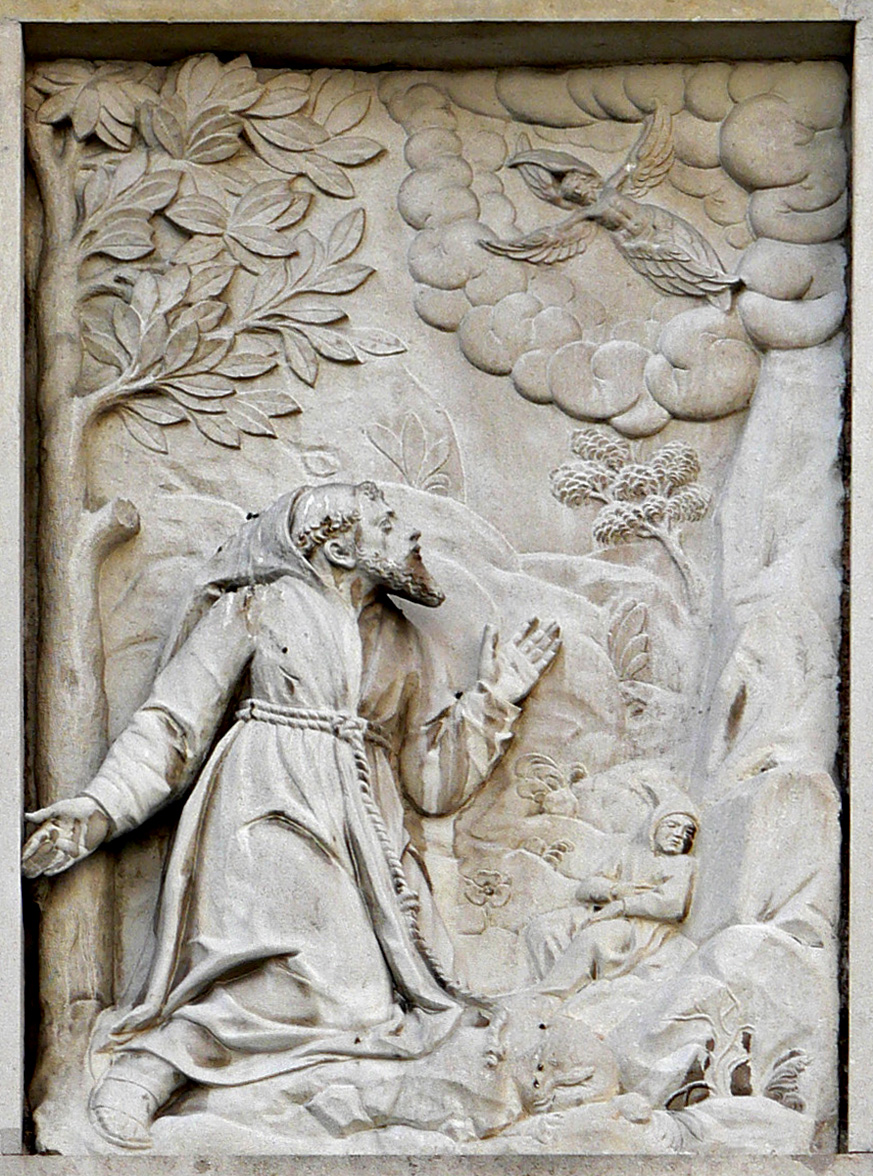
Francisc de Assisi

Pe locul actual al mănăstirii s-a aflat fortificația medievală Trompeterschlössl.
Prin 1620 a avut loc deja o primă extindere a mănăstirii. În 1668 mănăstirea a devenit, alături de așezămintele monahale din Bolzano și Innsbruck, o mănăstire de pregătire a călugărilor capucini. Prin urmare, ea a trebuit să fie extinsă din nou în 1690 și prelungită până la zidurile masive ale bastionului. De atunci, mănăstirea este despărțită printr-un culoar de trecere în două curți mici. Mănăstirea a dobândit, astfel, forma sa actuală. Călugării au rămas de-a lungul secolelor independenți de autoritatea principilor și a episcopilor, fiind subordonați numai papei.
Principele-arhiepiscop Hieronymus von Colloredo, adept al iluminismului catolic (Aufklärung), nu a fost un susținător al ordinelor călugărilor cerșetori, considerați fără utilitate socială. Ca urmare a tensiunilor interne, el a împărțit vechea provincie capucină Tirol-Salzburg. În 1810/1811 mănăstirea a fost apoi preluată de francezi, grădină mănăstirii fiind confiscată și folosită ca pășune pentru cai. În 1813, mănăstirea a fost ocupată de bavarezi, iar călugării au trebuit să se mute din nou, timp de 13 săptămâni, în mănăstirea franciscană. Perioada nazistă a fost chiar mai grea. În 1939 mănăstirea și biserica au fost confiscate. Clădirile urmau a fi dărâmate pentru a face loc unui viitor Gauforum gigantic. Frații și-au continuat activitatea în acest timp în Maria Plain. Grădina mănăstirii a fost ocazional deschisă pentru public. După întoarcerea călugărilor în 1945, în clădirile mănăstirii locuiau mulți refugiați, iar viața religioasă a trecut printr-o perioadă foarte tulbure. Ultima renovare majoră a mănăstirii a avut loc în anii 1980-1983. Atunci au fost redescoperite vechea fântână cu îngeri și vechiul portal boltit ale fortificației Trompeterschlössls și s-au restaurat obiectele de preț ale mănăstirii. Mănăstirea este în prezent un centru important de instruire a noviciatului capucin din întreaga lume vorbitoare de limbă germană (din 1998).
În timpul său vizitei sale de trei zile la Salzburg în 1988, Papa Ioan Paul al II-lea a locuit în mănăstire.

## Biserica mănăstirii
Biserica mănăstirii de pe Kapuzinerberg a fost sfințită în anul 1602. Lăcașul de cult este consacrat sfinților Francisc de Assisi și Ioan Bonaventura. Cele zece sculpturi în relief cunoscute care decorează ușa de stejar a bisericii mănăstirii au fost realizate prin 1450 și provin probabil de la catedrala romanică veche.
Cele zece familiare reliefuri care decorează ușa de stejar a bisericii abației, și au fost fabricate în 1450 sunt, probabil, de la romanic catedrala veche.

## Grădina mănăstirii
Capucinii nu aveau inițial nicio grădină de flori și de legume, care era și este întotdeauna importantă pentru ucenicii Sfântului Francisc. Wolf Dietrich a cumpărat în anul 1607 un teren de la contabilul orășenesc Jakob Mayr și a dăruit-o capucinilor. Sf. Francisc de Assisi a avut o relație deosebit de strânsă cu natura.